# Puymirol
Puymirol (okzitanisch Puègmiròl) ist eine französische Gemeinde mit 903 Einwohnern (Stand: 1. Januar 2022) im Département Lot-et-Garonne in der Region Nouvelle-Aquitaine (vor 2016: Aquitanien). Sie gehört zum Arrondissement Agen und zum Kanton Le Sud-Est Agenais. Die Einwohner werden Puymirolais genannt.

## Geografie
Die Gemeinde Puymirol liegt an der Grenze zum Département Tarn-et-Garonne, etwa 14 Kilometer ostsüdöstlich von Agen an der Séoune. Umgeben wird Puymirol von den Nachbargemeinden La Sauvetat-de-Savères und Saint-Martin-de-Beauville im Norden, Tayrac im Nordosten, Perville im Osten, Saint-Urcisse im Südosten und Süden, Saint-Romain-le-Noble im Süden, Saint-Pierre-de-Clairac im Südwesten und Westen sowie Saint-Caprais-de-Lerm im Nordwesten.

## Geschichte
Die Bastide Puymirol wurde 1246 gegründet.
Am 7. Juni 1944 wurden in der Nachbargemeinde Saint-Pierre-de-Clairac elf mutmaßliche Widerstandskämpfer, darunter auch solche aus Puymirol, von Soldaten des SS-Panzergrenadier-Regiments 4 („Der Führer“) ermordet.

### Bevölkerungsentwicklung
| Jahr                       | 1962 | 1968 | 1975 | 1982 | 1990 | 1999 | 2006 | 2015 | 2022 |
| -------------------------- | ---- | ---- | ---- | ---- | ---- | ---- | ---- | ---- | ---- |
| Einwohner                  | 820  | 758  | 742  | 794  | 777  | 864  | 923  | 938  | 903  |
| Quellen: Cassini und INSEE |      |      |      |      |      |      |      |      |      |

## Sehenswürdigkeiten
- Kirche Notre-Dame-von Le Grand Castel aus dem 17. Jahrhundert
- Kirche Saint-Pierre-ès-Liens im Ortsteil Fraysses
- Kirche Saint-Julien im gleichnamigen Ortsteil
- Schöoss Tayrac
- Schloss Pech Redon
- Museum
- Résistance-Mahnmal
- Wasserturm

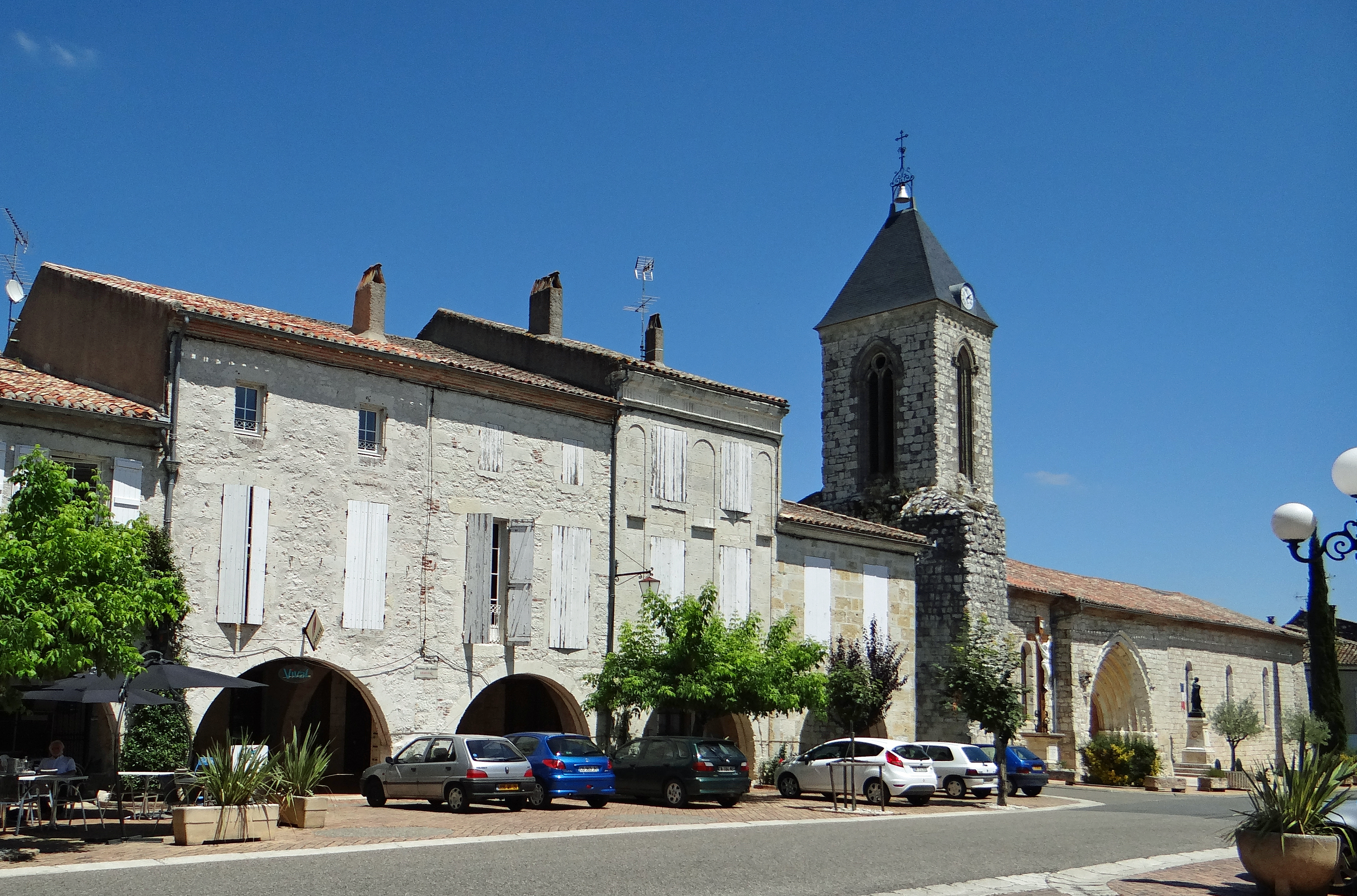
Kirche Notre-Dame
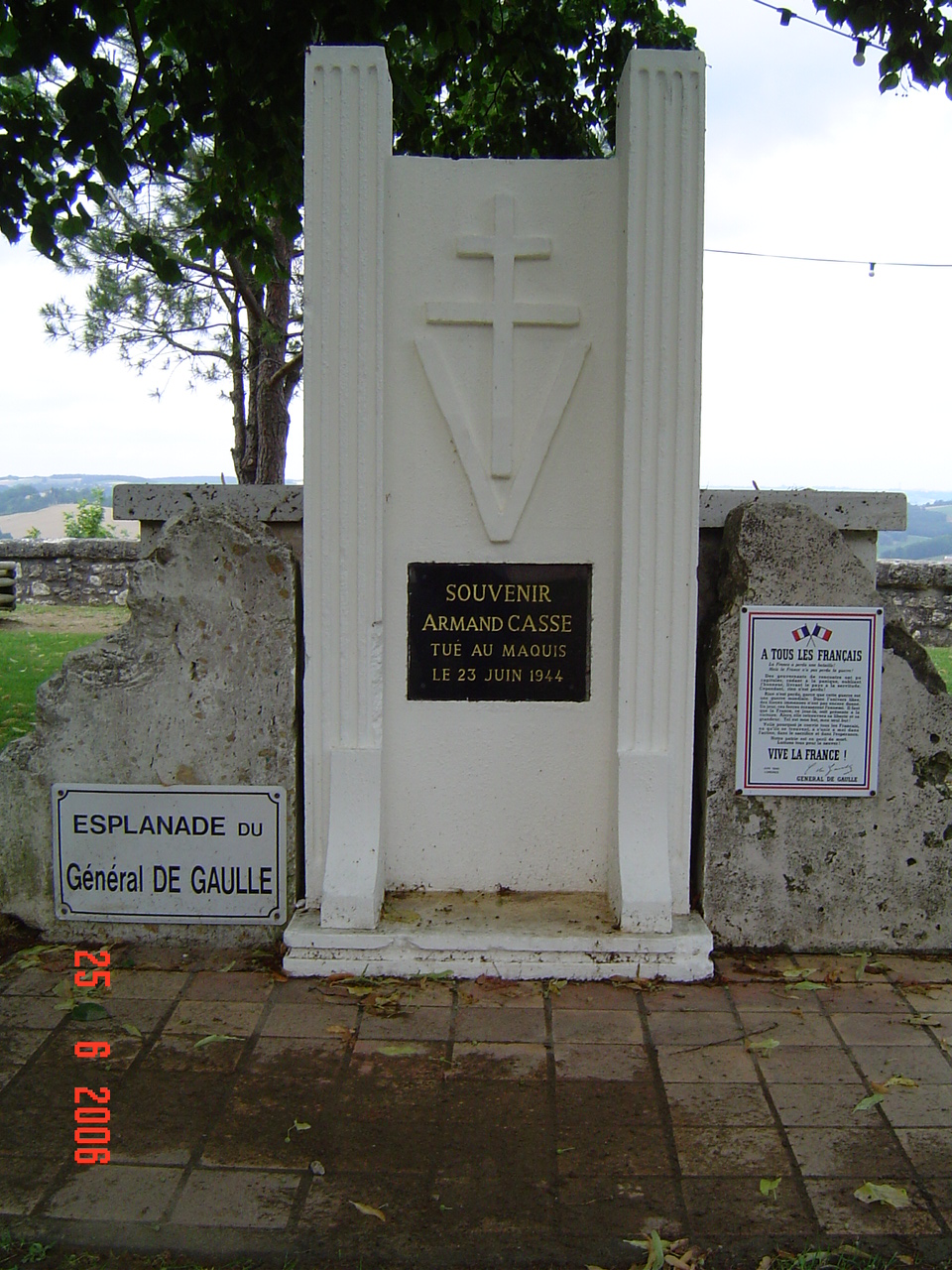
Résistance-Mahnmal

## Persönlichkeiten
- Guillaume Léonard de Bellecombe (1728–1792), Kolonialherr